# Jean Thiriart
Pour l’article ayant un titre homophone, voir Thiriar.
Jean Thiriart, né le 22 mars 1922 en Belgique et mort le 23 novembre 1992, est un militant néofasciste belge.
Impliqué dans la collaboration pendant la Seconde Guerre mondiale, il est condamné pour ces faits en 1947. Il effectue un retour à la politique au sein du Mouvement d'action civique en 1960 afin de s'opposer à la décolonisation du Congo belge, puis fonde l'organisation nationaliste européenne Jeune Europe en 1962.
Malgré un impact limité de son vivant, il devient l'une des figures idéologiques de la mouvance nationale-révolutionnaire. Il est connu pour avoir recherché des alliances avec l'Union soviétique, la Chine et le monde arabe.

## Biographie

### Origines familiales et situation personnelle
Jean-François Thiriart naît en 1922 en Belgique,,. Issu d'une famille de gauche libérale, son père est belge et sa mère, Fernande Muller, luxembourgeoise. Sa mère divorce de son père puis se marie avec un juif, ce dont il estime plus tard que c'eût été pour lui « un tel choc qu’il passa du communisme au national-socialisme »,.
Il est propriétaire d'une chaîne de magasins d'optique et a présidé l'Union nationale des optométristes et opticiens de Belgique,.

### Débuts politiques et collaborationnisme
Son orientation politique initiale présente plusieurs zones d'ombre. Certains de ses disciples affirment qu'il aurait commencé son militantisme politique au sein des Jeunes gardes socialistes, puis au sein de l'organisation völkisch Deutscher Fichte-Bund, bien que cette version soit remise en question par le néofasciste espagnol Ernesto Milá, qui l'a connu et ne croît pas à un engagement politique à gauche de Thiriart. Une biographie écrite par Yannick Sauveur, disciple de Thiriart, affirme qu'il aurait fréquenté l'Union socialiste antifasciste, un groupe antifasciste belge,.
En 1939, il rejoint la Légion nationale, une organisation antiparlementaire, corporatiste et belgicaniste, qui n'a pas de sympathie pour le nationalisme allemand. Durant la Seconde Guerre mondiale, il devient nazi et est membre des Amis du Grand Reich Allemand, un mouvement collaborationniste wallon,. Il est condamné le 24 juin 1947 par le Conseil de guerre de Bruxelles à trois ans de prison et à la privation à perpétuité de ses droits civils et politiques pour « avoir servi la politique et les desseins de l’ennemi, pour dénonciation, détention et port d’une arme à feu de défense ».

### Retour au militantisme contre la décolonisation du Congo

La Croix celtique, emblème du Mouvement d'action civique.

Jean Thiriart retourne au militantisme politique lors de la décolonisation du Congo belge en 1960. En juillet 1960, Thiriart co-fonde le Comité d'action et de défense des Belges d'Afrique (CADBA), un groupe politique belgicain puis suprémaciste blanc, qui exprime son opposition à la décolonisation, au parlementarisme et appelle au soutien du roi et de l'armée pour une intervention militaire au Congo. Jean Thiriart est actif dans la propagande du CADBA, sous divers pseudonymes. Le CADBA prend position contre l'Organisation des Nations unies et contre l'Organisation du traité de l'Atlantique nord (OTAN) tout en appelant à une Europe « communautaire » et lie les questions congolaise et algérienne en prônant un front unique. Le CADBA appelle à de grandes manifestations pro-coloniales sur le modèle du putsch d'Alger, qui échouent,.
Le CADBA se renomme Mouvement d'action civique (MAC) en septembre 1960, dont Jean Thiriart est responsable du réseau extérieur, qui prend le nom de Jeune Europe au début de l'année 1961. Thiriart cherche à exploiter les tensions de la décolonisation pour susciter des mécontentements et diriger les opposants à la décolonisation vers une structure partisane dont le MAC exercerait un contrôle discret. Thiriart établit des liens avec d'anciens cadres du Parti patriote révolutionnaire de Jean-Baptiste Biaggi et de la Phalange française.
Il tente également de créer une unité de mercenaires avec le sécessionniste Hendrick Bas pour intervenir en faveur de l'État du Katanga. Thiriart prétend à Bas avoir 3 000 volontaires français pour l'unité, mais lors de la rencontre avec Bas, il échoue à fournir des détails concrets et explique que l'unité devrait être également destinée à être utilisée dans un coup d'État en Belgique pour instaurer une monarchie autoritaire, face à quoi Bas cesse sa collaboration avec Thiriart. Thiriart rompt avec les sécessionniste katangais, désillusionné face aux colons rentrés du Congo, qu'il estime motivés par des griefs personnels plutôt que par des aspirations idéologiques.
En septembre 1961, le MAC se déclare branche belge de Jeune Europe (qui n'est encore qu'une franchise pour des mouvements nationaux), prônant une « Europe unitaire » sans sortie de l'OTAN. Thiriart tente également de fédérer des mouvements nationalistes européens au sein de Jeune Europe, mais ses efforts se soldent par des échecs successifs. Il cherche également à établir une alliance avec l'Organisation de l'armée secrète (OAS), mais les liens entre la JE et l'OAS sont finalement d'une importance toute relative, contrairement à ce que Thiriart prétendra plus tard,.

### Pacte de Venise, naissance et déclin de Jeune Europe

Les signataires de la conférence de Venise le 4 mars 1962 sont de gauche à droite : Jean Thiriart de Jeune Europe, Adolf von Thadden du Parti impérial allemand, Oswald Mosley de l’Union Movement, un inconnu, Giovanni Lanfre du Mouvement social italien.

Jean Thiriart participe en mars 1962 à une réunion de néofascistes européens à Venise lors de laquelle ils signent une proclamation visant à former un parti européen pour la « libération » du continent des troupes soviétiques et américaines. Au retour de cette réunion, il est arrêté en raison de liens avec l'OAS et est emprisonné durant 25 jours, bien qu'il exagérera ensuite la durée de cet emprisonnement afin de se présenter comme une figure clé de l'action subversive. Le projet n'aboutit pas, mais Thiriart le poursuit en créant la structure paneuropéenne Jeune Europe (JE) qui prône une Europe « Une, Grande, Libre » sous un État jacobin.
En Europe, il établit notamment des chapitres en Italie et en Espagne, qui attirent principalement des étudiants. En 1965, l'American Jewish Committee le cite comme membre éminent de l'internationale néonazie. Ainsi, il fait des tentatives d'expansion idéologique extra-européennes, notamment en Amérique du Sud à travers la bannière Joven America, ce qui met son réseau Jeune Europe en concurrence avec la World Union of National Socialists. Durant le milieu des années 1960, Thiriart contribue à la revue officielle de la république socialiste de Roumanie et est également correspondant pour l'organisation anticommuniste Aginter Press, qui le soupçonne cependant d'être lié aux services de renseignements de pays arabes,.
Des tensions idéologiques et des scissions internes, notamment avec la mouvance représentée par Émile Lecerf, affaiblissent JE, aboutissant à la démission de tous ses cadres entre 1964 et 1965,. En 1965, JE se transforme Parti communautaire national-européen, rapidement renommé Parti communautaire européen (PCE), que Thiriart envisage comme « une sorte de franc-maçonnerie révolutionnaire qui, chaque fois qu'un ennemi de l'Europe se montrera à un endroit, polarisera contre lui tous les autres endroits de notre continent ». Malgré les efforts de Thiriart, le PCE héritier de JE continue son déclin et finit par disparaître en 1969 en raison des tensions internes persistantes, des difficultés de recrutement et des changements d'orientation stratégique,. Thiriart renonce alors à la politique durant un certain temps.

### Retour dans les milieux néofascistes dans les années 1980 puis mort
Il effectue un retour au sein des milieux néofascistes dans les années 1980, lors duquel il se radicalise idéologiquement. Il participe au Parti communautaire national-européen (PCN) de Luc Michel (fondé en 1984, à ne pas confondre avec le PCN fondé par Jean Thiriart en 1965) et déclare son soutien aux groupes terroristes d'extrême gauche Action directe et Cellules communistes combattantes. Thiriart se distancie du PCN après plusieurs tentatives électorales ratées du parti de Michel, et ne se retrouve pas dans les tendances néofascistes du mouvement skinhead néonazi, du mysticisme de la CEDADE et tout particulièrement de la Nouvelle Droite, estimant que ce mouvement l'a pillé idéologiquement.
En 1992, il se rapproche d'Alexandre Douguine et participe à une délégation à Moscou avec le Front européen de libération, qui rencontre l'essentiel de l'opposition ex-communiste et/ou nationaliste en Russie : Gueïdar Djemal, Egor Ligatchev, Guennadi Ziouganov, Vladimir Jirinovski et Viktor Anpilov (ru). Il meurt peu de temps après, la même année,.

## Idéologie
Jean Thiriart est l'un des artisans du néofascisme européen après la Seconde Guerre mondiale. Thiriart est parmi les premiers à abandonner les notions d'État-nation et de nationalisme classique au profit d'un concept novateur de nationalisme européen. Ainsi, il s'oppose aux luttes régionalistes et écrit dans la revue de Jeune Europe en 1963 que « les hommes qui peuvent encore se passionner pour le flamingantisme ou pour le Sud-Tyrol ne sont absolument pas prêts moralement à entreprendre la lutte pour l'unification de l'Europe »,. Il souhaite la création d'un État jacobin européen allant de Johannesbourg à Vladivostok, avec Istanbul comme capitale idéale,. Dans son texte de 1964 Un Empire de 400 millions d'hommes : l'Europe, il baptise son projet de société « national-communautarisme ». Il est également assimilé à la mouvance nationale-révolutionnaire,,.
En conséquence de ce positionnement, il s'oppose dans les années 1980 à la Nouvelle Droite, critiquant les identités régionales et prônant une Europe a-raciale et a-religieuse, bien qu'il partage leur antiaméricanisme.

### Relations internationales
Fervent antiaméricain, il considère l'impérialisme américain comme l'ennemi principal de l'Europe et appelle à une alliance entre nationalistes européens, arabes et communistes est-européens,. Il n'estime la paix possible avec les États-Unis « que lorsque le dernier soldat américain sera rembarqué pacifiquement ou liquidé physiquement ».
Lors de la décolonisation du Congo belge et de l'Algérie, il considère la perte des colonies européennes comme le résultat d'un double impérialisme des superpuissances américaine et soviétique.
En 1966, il exprime un soutien temporaire à Charles de Gaulle, dans lequel il « voit désormais un chef opposé au condominium russo-américain qui pourrait être le « Victor-Emmanuel II » d’une France qui serait le « Piémont de l’Europe », tandis que le CNR de l'OAS serait passé au service de Washington », et ce malgré son rapprochement précédent avec l'OAS. Ces positions heurtent plusieurs militants, tandis que des gaullistes envisagent brièvement de soutenir Thiriart, estimant qu'il « peut amener une nouvelle dimension à la politique européenne gaulliste ». Malgré tout, le passé collaborationniste de Thiriart achève cette tentative de rapprochement.

#### Positionnement sur les régimes socialistes

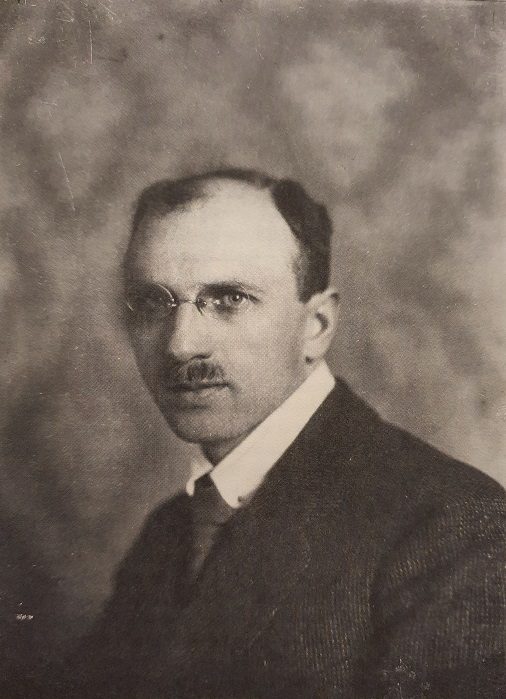
Le théoricien national-révolutionnaire Ernst Niekisch, influence de Jean Thiriart sur ses positions pro-soviétiques.

Initialement opposé au communisme, Thiriart le considère comme un échec en tant que doctrine étatique, mais reconnaît son efficacité en tant que « religion » et « moyen de contrôle des masses » à la suite de sa découverte des idées d'Ernst Niekisch. En cherchant à établir une Europe nationale-communautaire, Thiriart envisage une alliance avec l'URSS pour lutter contre les États-Unis, puis avec la Chine pour contrer l'URSS et les États-Unis.
Malgré son intérêt stratégique pour la république populaire de Chine et l'Union soviétique, Thiriart estime le maoïsme haïssable et ne soutient les régimes communistes est-européens que parce qu'ils auraient entrepris une démarxisation, se transformant en régimes autoritaires proches de son idéal. Ainsi, selon Nicolas Lebourg, « Thiriart comme les autres adeptes de l’orientation à l'Est partagent l’analyse de la gauche antistalinienne : le régime soviétique a trahi l’utopie communiste, au bénéfice de la dictature d’une élite menant une politique de relations internationales d’orientation nationale-impérialiste. La différence fondamentale est que, au contraire de cette gauche, Thiriart y voit une divine surprise ».
Durant les années 1980, Thiriart se radicalise et en vient à souhaiter une invasion de l'Europe par l'Armée rouge. Il propose à travers des alliances stratégiques euro-soviétiques l'avènement d'un « Empire euro-soviétique »,. Il est cependant plus pro-russe que pro-soviétique, et soutient ainsi le nationalisme russe après la chute de l'URSS, peu avant sa mort.
Ainsi, il écrit en 1984 que « s'il y a beaucoup de critiques à faire au communisme, il ne faudrait pas ranger l'athéisme officiel de l'URSS dans le passif. Mais bien dans l'actif. [...] L'URSS présente d'autres grands côtés positifs : son centralisme, sa dimension, son totalitarisme (mais oui, c'est une qualité), son armée. L'URSS présente aussi de grands côtés négatifs : a) son incapacité à résoudre le problème national. La Pologne, la Roumanie, la Bulgarie, etc., devraient être depuis longtemps des territoires de l'Union soviétique ; b) son système économique inefficace ».

#### Monde arabe
Initialement opposé à la décolonisation de l'Algérie, il noue des liens avec le pouvoir algérien après la fondation de Jeune Europe.
Tandis que son organisation adopte initialement une position sioniste par antisémitisme, Thiriart s'engage ensuite en faveur du nationalisme palestinien et envisage la création de Brigades européennes pour détruire Israël et former une armée de « libération » de l'Europe,.
Il est également favorable au Parti Baas irakien dont il estime qu'il serait à peu près semblable au fascisme, adapté aux caractéristiques spatio-temporelles de l'Irak des années 1960.

### Racialisme
Durant les années 1960, il souscrit à une classification hiérarchique des races inspirée des thèses d'Arthur de Gobineau. Estimant ensuite que, bien qu'il estime toujours les races inégales, le racisme ne peut « servir de base à une doctrine politique », il abandonne le racisme comme langage politique.

## Postérité
Ses textes sont traduits en espagnol, en anglais, en italien et en russe.
De son vivant, sa variante du néofascisme est peu populaire et minoritaire au sein des milieux néofascistes. Cependant, ses théories influent sur le mouvement Europe-Action et sur le néofasciste italien Franco Freda dès les années 1960, sur le militant Luc Michel et son Parti communautaire national-européen des années 1980, sur le Front européen de libération durant les années 1990, sur l'organisation néonazie espagnole CEDADE,,, sur les néo-droitiers Robert Steuckers et Guillaume Faye, sur le néo-eurasiste russe Alexandre Douguine, le mouvement national-révolutionnaire français Nouvelle Résistance de Christian Bouchet ainsi que sur le suprémaciste blanc français Daniel Conversano,,.
Il joue ainsi un rôle important dans le développement de la pensée nationaliste révolutionnaire en Europe. D'après le chercheur Kacper Rękawek, les « brigades européennes » rêvées par Thiriart se concrétisent, de manière directe ou non, dans le groupe armé Unité continentale impliqué dans l'annexion de la Crimée par la Russie en 2014, étant donné qu'il est national-révolutionnaire, pro-russe et antiaméricain, et cherche à faire le pont entre extrême gauche et extrême droite.
Selon l'historien Nicolas Lebourg, Jean Thiriart laisse pour héritage « la polarisation à l'Est dont il a été un acteur essentiel et qui, au fur et à mesure des mandats de Vladimir Poutine, va s'imposer à l’ensemble des forces d'extrême droite du continent ».

## Œuvres
- Un empire de 400 millions d'hommes, Bruxelles, 1964 [rééd. Avatar, 2007]
- La Grande Nation : l'Europe unitaire de Brest à Bucarest, Bruxelles, 1965 [rééd. Ars Magna, 1990].
- L'Empire euro-soviétique de Vladivostok à Dublin, Nantes, Ars Magna, 2018.